# Diecezja Minas
Diecezja Minas – nieistniejąca diecezja rzymskokatolicka w Urugwaju. Siedziba mieściła się w Minas w departamencie Lavalleja. Obejmuje swoim  obszarem departamenty: Lavalleja i północną  część departamentu Rocha.

## Historia
Diecezja Minas została erygowana 25 czerwca 1960 roku jako sufragania archidiecezji Montevideo. Diecezja powstała poprzez wyłączenie z terytorium diecezji Melo.
2 marca 2020 decyzją papieża Franciszka została połączona z diecezją diecezji Maldonado-Punta del Este.
Przekształcenia terytorialne:
- 10 stycznia 1966: wydzielenie diecezji Maldonado-Punta del Este.

## Biskupi
- José Maria Cavallero (9 lipca 1960 – 29 maja 1963)
- Edmondo Quaglia Martínez (29 maja 1964 – 12 lipca 1976)
- Carlos Arturo Mullín Nocetti (3 listopada 1977 – 17 marca 1985)
- Victor Gil Lechoza (9 listopada 1985 – 21 czerwca 2001)
- Francisco Domingo Barbosa Da Silveira (6 marca 2004 – 1 lipca 2009)
- Jaime Rafael Fuentes (16 października 2010 – 2 marca 2020)